# Hamirostra melanosternon
Il nibbio pettonero (Hamirostra melanosternon Gould, 1841), unica specie del genere Hamirostra T. Brown, 1846, è un rapace della famiglia degli Accipitridi, endemico dell'Australia.

## Descrizione

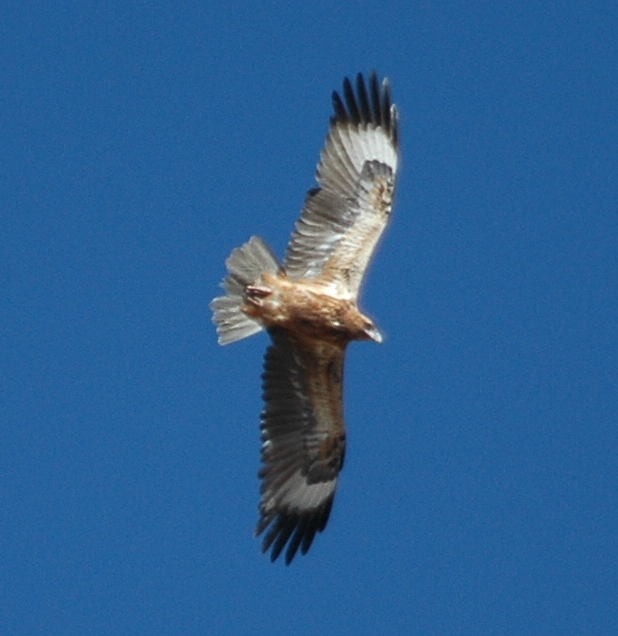
Cunnamulla (sud-ovest del Queensland).

Con un'apertura alare che può raggiungere i 150 cm, il nibbio pettonero è uno dei rapaci più grandi d'Australia. I sessi sono simili nell'aspetto, ma la femmina (1,21-1,45 kg) è generalmente più grande del maschio (1,15-1,24 kg). Il nibbio pettonero ha una testa imponente dotata di una piccola cresta e di un lungo becco relativamente sottile con una cera arrotondata. Le zampe, possenti e prive di piume, terminano con dita deboli, di colore biancastro, mentre la coda è corta e squadrata.
Il nibbio pettonero adulto ha fronte, faccia, petto e parte superiore del dorso di colore nero. Il resto del dorso e la regione scapolare sono neri con macchie bruno-rossastre, mentre nuca, cosce e parte inferiore dell'addome sono quasi completamente rossicci. Rispetto alla regione scapolare dai toni più rossicci, le ali appaiono più marroni e presentano delle caratteristiche macchie biancastre alla base delle remiganti primarie. Gli occhi del nibbio pettonero sono marroni, e la coda è sempre grigio-marrone, sia nei giovani che negli adulti.
I giovani nibbi pettonero si differenziano notevolmente dagli esemplari adulti, e vengono considerati adulti solamente a partire dal quinto anno. Anche i vari stadi intermedi tra piumaggio giovanile e adulto sono chiaramente distinguibili. La testa e la regione ventrale del giovane sono bruno-rossastre con striature nerastre su vertice, parte posteriore del collo e gola. Queste striature si estendono fino al petto, dove però sono meno evidenti. Il dorso è bruno-nerastro e la regione scapolare appare più rossiccia a causa delle estremità di colore bruno-rossastro delle penne copritrici. Le remiganti primarie nere presentano chiazze color bianco sporco alla base, e le remiganti secondarie presentano delle leggere striature.
Tra i due e i quattro anni di età, i nibbi pettonero subadulti sono meno rossicci del giovane, e appaiono più marroni a causa delle striature sul petto che diventano più larghe e delle aree nere, come la fronte e la faccia, che iniziano a scurire durante il terzo anno. Il petto del subadulto diventa completamente nero solamente a partire dal quarto anno. Sia i giovani che i subadulti hanno occhi di colore nocciola chiaro fino ad almeno tre anni, età in cui iniziano a scurirsi.

## Distribuzione e habitat

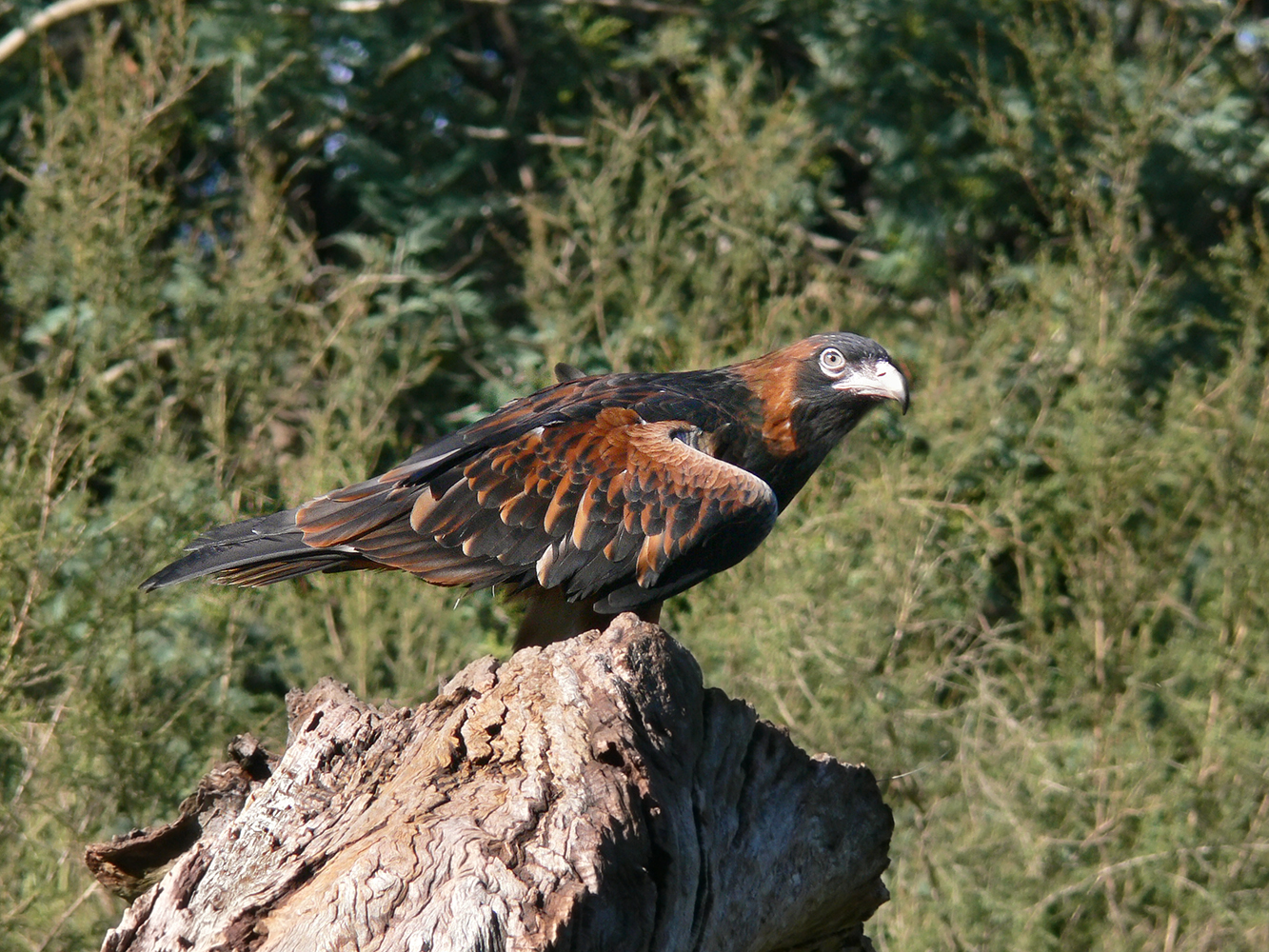
Nibbio pettonero.

Il nibbio pettonero è endemico dell'Australia, dove è presente su quasi tutto il territorio e su alcune isole vicine, come l'isola di Barrow. Le uniche aree dal quale è completamente assente sono quelle troppo piovose del sud e dell'est. Questa specie è di gran lunga più comune nelle regioni centrali e settentrionali dell'Australia che in quelle meridionali.
Sebbene gli esemplari adulti siano generalmente sedentari, possono assumere un comportamento nomade durante i periodi di siccità.
Presente in una vasta gamma di ambienti dell'entroterra, il nibbio pettonero viene spesso rinvenuto nei dintorni di corsi d'acqua fiancheggiati da vegetazione arborea, che costituiscono il suo habitat di nidificazione preferito. Questo rapace va a caccia soprattutto nelle boscaglie con alberi sparsi e nelle praterie. È anche presente nelle foreste aperte di sclerofille e nei boschetti di eucalipti, nelle steppe arbustive, nelle brughiere aride e in territori aperti, comprese distese erbose e deserti sabbiosi. Il nibbio pettonero si incontra dal livello del mare a 1000 metri di quota.

## Biologia

### Voce
Prevalentemente silenzioso, perfino durante i corteggiamenti aerei, il nibbio pettonero emette dei vocalizzi quasi solamente durante le interazioni con altre specie. Quando viene disturbato da grandi passeracei o da rapaci più piccoli, o quando attacca altri uccelli, il suo richiamo principale è costituito da un rauco grido yik-yik o da un lungo fischio di allarme.

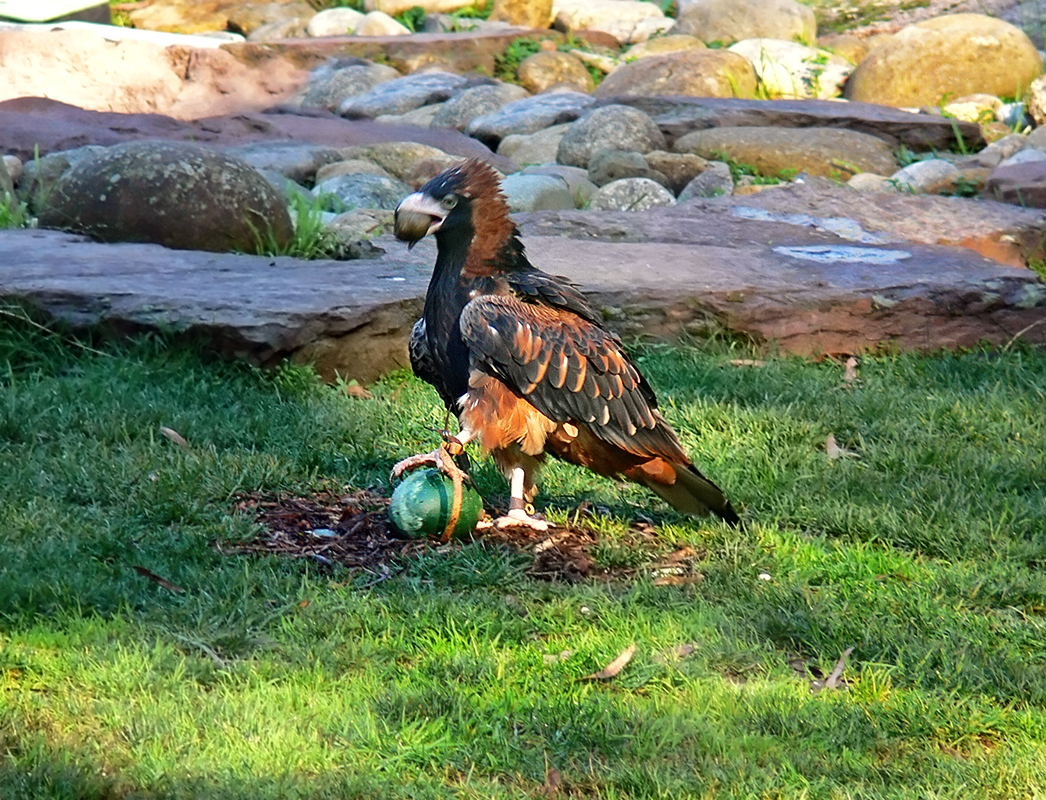
Un nibbio rompe un uovo di emù con una pietra. Fase uno.

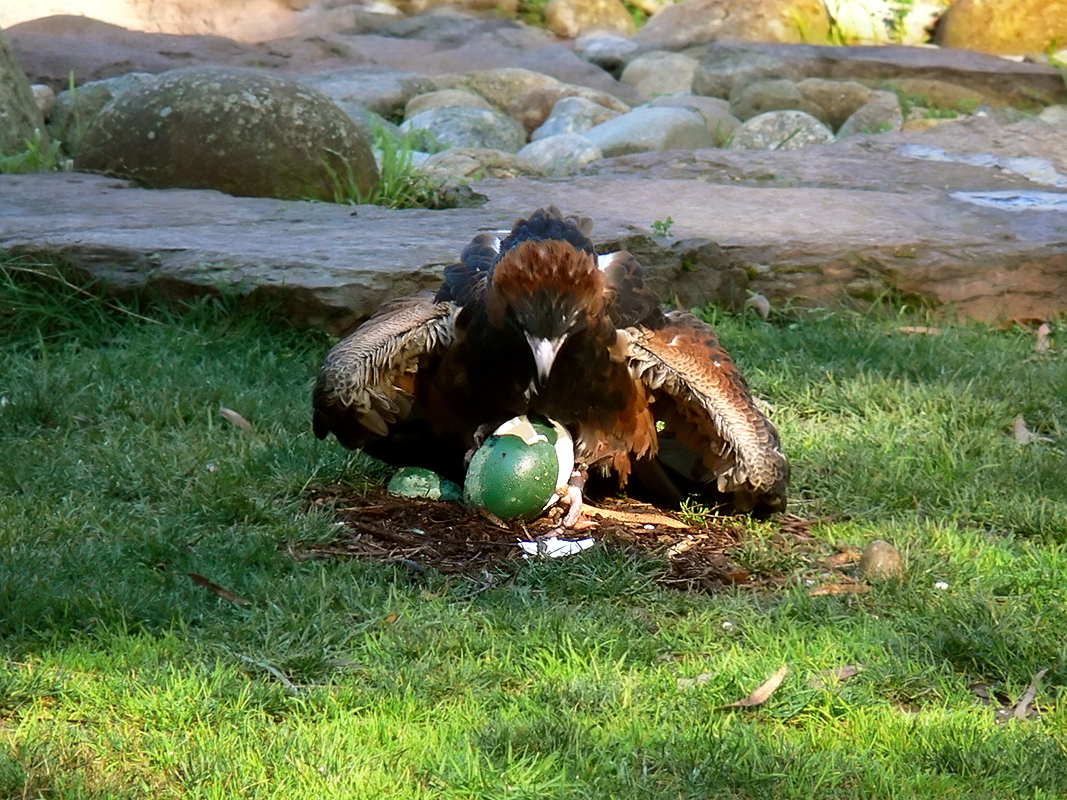
Fase due. L'uovo è stato frantumato.

### Alimentazione
Il nibbio pettonero va in cerca di prede stando in aria, veleggiando ad altezza medio-bassa sopra le distese aperte o sorvolando le cime degli alberi. Procede planando avanti e indietro sopra una determinata area, piombando in picchiata per ghermire possibili prede sul terreno o, occasionalmente, sugli alberi. Tra le prede principali del nibbio pettonero figurano mammiferi quali conigli e piccoli roditori, nonché uccelli, lucertole e piccoli serpenti, alcuni insetti e carogne.
Pur essendo un predatore attivo, il nibbio pettonero è anche considerato un divoratore di uova, manifestando un comportamento unico che distingue questa specie dalla maggior parte degli altri rapaci. Quando va a caccia di nidiacei e di uova di specie di uccelli che nidificano al suolo, come l'emù (Dromaius novaehollandiae), la gru brolga (Grus rubicunda) e l'otarda australiana (Ardeotis australis), il nibbio pettonero cerca di allontanare dal nido gli uccelli adulti intimorendoli spalancando le ali con fare minaccioso. Le uova più piccole vengono rotte con il becco o sbattendole sul terreno.
Se le uova hanno un guscio troppo spesso, come quelle di grossi uccelli quali l'emù, il nibbio scaglia loro addosso delle pietre stando in posizione eretta, o facendole precipitare dall'alto mentre vola, per frantumarne il guscio. I giovani nibbi pettonero allevati lontano dai genitori esibiscono ugualmente questo utilizzo di utensili, il che dimostra che questo comportamento speciale è innato e non appreso. Tuttavia, i giovani esemplari devono prima imparare a riconoscere le uova come una potenziale fonte di cibo. Il nibbio pettonero è uno dei soli due rapaci che utilizzano abitualmente utensili per procurarsi il cibo. In questa specie sono stati registrati anche casi in cui più esemplari collaboravano nella caccia.

### Riproduzione
Il nibbio pettonero si riproduce in qualsiasi zona del suo areale, malgrado mostri una certa preferenza per alcune aree. Nei periodi di siccità può rinunciare del tutto alla nidificazione, che ha luogo durante la stagione piovosa, che va generalmente da giugno a novembre, con un picco tra agosto e ottobre. Durante la stagione riproduttiva, le coppie di nibbi sorvolano il territorio in cui nidificano per ore e ore, salendo e scendendo in un rituale che comporta attacchi simulati, giravolte e schivate. Questa specie è monogama, e le coppie sono solitarie.
Il nido del nibbio pettonero è largo circa 70–120 cm e profondo 40–55 cm, è fatto di ramoscelli e imbottito con foglie verdi. È posto generalmente a 6-22 metri di altezza dal terreno, di solito alla biforcazione di un ramo, sia di alberi morti che vivi. Ogni nidiata comprende normalmente due uova, ma talvolta anche solo una o tre. L'incubazione viene portata avanti nella stessa misura da entrambi i genitori per un periodo di circa 36-40 giorni, e i nidiacei si involano dopo 56-60 giorni, trascorsi i quali continuano a dipendere dai genitori per circa due mesi. Generalmente solo uno dei piccoli riesce a involarsi e ad abbandonare il nido, ma talvolta sopravvive anche un secondo pulcino.
Sebbene di norma venga avvistato da solo o in coppia, il nibbio pettonero può occasionalmente radunarsi in gruppi di circa dieci esemplari attorno a una carogna o su dormitori comunitari. Procede in volo con potenti battiti d'aria o, quando è in inseguimento, con rapidi colpi poco profondi. La particolarità locomotoria che più lo contraddistingue è la capacità di veleggiare senza sforzo, planando costantemente mentre oscilla da un lato all'altro. I nibbi pettonero salgono in alto descrivendo ampi archi e non le strette spirali caratteristiche della maggior parte dei rapaci.